# 26e Satellite Awards
De uitreiking van de 26e Satellite Awards, waarbij prijzen werden uitgereikt in verschillende categorieën voor film en televisie uit het jaar 2021, vond plaats in Los Angeles op 2 april 2022. De nominaties werden bekendgemaakt op 1 december 2021.

## Film – nominaties en winnaars
De winnaars staan bovenaan in vet lettertype.

### Beste dramafilm
- Belfast
  - CODA
  - Dune
  - East of the Mountains
  - King Richard
  - The Lost Daughter
  - The Power of the Dog
  - Spencer

### Beste komische of muzikale film
- Tick, Tick... Boom!
  - Cyrano
  - The French Dispatch
  - In the Heights
  - Licorice Pizza
  - Respect

### Beste geanimeerde of mixed media film
- Encanto
  - Flugt
  - Luca
  - The Mitchells vs. the Machines
  - Vivo

### Beste regisseur
- Jane Campion – The Power of the Dog
  - Paul Thomas Anderson – Licorice Pizza
  - Kenneth Branagh – Belfast
  - Reinaldo Marcus Green – King Richard
  - Lin-Manuel Miranda – Tick, Tick... Boom!
  - Denis Villeneuve – Dune

### Beste acteur in een dramafilm
- Benedict Cumberbatch – The Power of the Dog als Phil Burbank
  - Clifton Collins jr. – Jockey als Jackson Silva
  - Joaquin Phoenix – C'mon C'mon als Johnny
  - Tom Skerritt – East of the Mountains als Ben Givens
  - Will Smith – King Richard als Richard Williams
  - Denzel Washington – The Tragedy of Macbeth als Lord Macbeth

### Beste actrice in een dramafilm
- Kristen Stewart – Spencer als Diana, Princess of Wales
  - Jessica Chastain – The Eyes of Tammy Faye als Tammy Faye Bakker
  - Olivia Colman – The Lost Daughter als Leda Caruso
  - Penélope Cruz – Madres paralelas (Parallel Mothers) als Janis Martinez
  - Lady Gaga – House of Gucci als Patrizia Reggiani
  - Nicole Kidman – Being the Ricardos als Lucille Ball

### Beste acteur in een komische of muzikale film
- Andrew Garfield – Tick, Tick... Boom! als Jonathan Larson
  - Peter Dinklage – Cyrano als Cyrano de Bergerac
  - Anthony Ramos – In the Heights als Usnavi

### Beste actrice in een komisch of muzikale film
- Alana Haim – Licorice Pizza als Alana Kane
  - Melissa Barrera – In the Heights als Vanessa
  - Jennifer Hudson – Respect als Aretha Franklin
  - Renate Reinsve – Verdens verste menneske (The Worst Person in the World) als Julie

### Beste acteur in een bijrol
- Kodi Smit-McPhee – The Power of the Dog als Peter Gordon
  - Robin de Jesús – Tick, Tick... Boom! als Michael
  - Jamie Dornan – Belfast als Pa
  - Ciarán Hinds – Belfast als Pop
  - Jared Leto – House of Gucci als Paolo Gucci
  - J.K. Simmons – Being the Ricardos als William Frawley

### Beste actrice in een bijrol
- Kirsten Dunst – The Power of the Dog als Rose Gordon
  - Caitriona Balfe – Belfast als Ma
  - Judi Dench – Belfast als Granny
  - Aunjanue Ellis – King Richard als Oracene "Brandy" Price
  - Marlee Matlin – CODA als Jackie Rossi
  - Ruth Negga – Passing als Clare Bellew

### Beste origineel script
- Belfast – Kenneth Branagh
  - C'mon C'mon – Mike Mills
  - A Hero – Asghar Farhadi
  - Licorice Pizza – Paul Thomas Anderson
  - Madres paralelas (Parallel Mothers) – Pedro Almodóvar
  - King Richard – Zach Baylin

### Beste bewerkt script
- CODA – Sian Heder
  - Dune – Eric Roth, Jon Spaihts en Denis Villeneuve
  - The Lost Daughter – Maggie Gyllenhaal
  - Passing – Rebecca Hall en Nella Larsen
  - The Power of the Dog – Jane Campion
  - The Tragedy of Macbeth – Joel Coen

### Beste documentaire
- Summer of Soul (...Or, When the Revolution Could Not Be Televised)
  - Ascension
  - Brian Wilson: Long Promised Road
  - Flugt
  - Introducing, Selma Blair
  - Julia
  - Procession
  - The Rescue
  - Val
  - The Velvet Underground

### Beste niet-Engelstalige film
- Drive My Car —  Japan
  - Compartment No. 6 —  Finland
  - Flugt —  Denemarken
  - El buen patrón (The Good Boss) —  Spanje
  - È stata la mano di Dio (The Hand of God) —  Italië
  - A Hero —  Iran
  - Noche de fuego (Prayers for the Stolen) —  Mexico
  - Titane —  Frankrijk
  - Verdens verste menneske (The Worst Person in the World) —  Noorwegen

### Beste montage
- Dune – Joe Walker
  - Belfast – Úna Ní Dhonghaíle
  - King Richard – Pamela Martin
  - Licorice Pizza – Andy Jurgensen
  - The Power of the Dog – Peter Sciberras
  - Tick, Tick... Boom! – Myron Kerstein en Andrew Weisblum

### Beste cinematografie
- Dune – Greig Fraser
  - Belfast – Haris Zambarloukos
  - C'mon C'mon – Robbie Ryan
  - The Power of the Dog – Ari Wegner
  - Tick, Tick... Boom! – Alice Brooks
  - The Tragedy of Macbeth – Bruno Delbonnel

### Beste soundtrack
- Dune – Hans Zimmer
  - The French Dispatch – Alexandre Desplat
  - The Harder They Fall – Jeymes Samuel
  - The Last Duel – Harry Gregson-Williams
  - Madres paralelas (Parallel Mothers) – Alberto Iglesias
  - The Power of the Dog – Jonny Greenwood
  - Spencer – Jonny Greenwood

### Beste filmsong
- "Colombia, Mi Encanto" – Encanto – Lin-Manuel Miranda
  - "Be Alive" – King Richard – Beyoncé Knowles-Carter en Dixson
  - "Beyond the Shore" – CODA – Nicholai Baxter, Matt Dahan, Marius de Vries en Sian Heder
  - "Down to Joy" – Belfast – Van Morrison
  - "Here I Am (Singing My Way Home)" – Respect – Jamie Alexander Hartman, Jennifer Hudson en Carole King
  - "No Time to Die" – No Time to Die – Billie Eilish en Finneas O'Connell

### Beste kostuums
- Cyrano – Massimo Cantini Parrini
  - Belfast – Charlotte Walter
  - Coming 2 America – Ruth E. Carter
  - Dune – Jacqueline West
  - The Power of the Dog – Kirsty Cameron
  - Spencer – Jacqueline Durran

### Beste artdirection en productieontwerp
- The Tragedy of Macbeth – Stefan Dechant
  - Belfast – Jim Clay en Claire Nia Richards
  - Dune – Richard Roberts, Zsuzsanna Sipos en Patrice Vermette
  - The French Dispatch – Rena DeAngelo en Adam Stockhausen
  - The Power of the Dog – Grant Major en Amber Richards
  - Spencer – Guy Hendrix Dyas en Yesim Zolan

### Beste visuele effecten
- Dune – Brian Connor, Paul Lambert, Tristan Myles en Gerd Nefzer
  - Eternals
  - Godzilla vs. Kong – David Clayton, Kevin Sherwood, Kevin Smith en Adam Wingard
  - Shang-Chi and the Legend of the Ten Rings – Joe Farrell, Dan Oliver, Christopher Townsend en Sean Walker
  - The Suicide Squad – Jonathan Fawkner, Kelvin McIlwain, Dan Sudick en Guy Williams
  - The Tomorrow War – Carmelo Leggiero, James E. Price, J. D. Schwalm, Randall Starr en Sheldon Stopsack

### Beste geluid
- Tick, Tick... Boom! – Paul Hsu en Tod A. Maitland
  - Belfast – Niv Adiri, Simon Chase, James Mather en Denise Yarde
  - Dune – Ron Bartlett, Theo Green, Doug Hemphill, Mark Mangini en Mac Ruth
  - The Harder They Fall – Ron Bartlett, Clint Bennett, Doug Hemphill, Richard King en Anthony Ortiz
  - The Last Duel – Daniel Birch, Stéphane Bucher, David Giammarco, Paul Massey, William Miller en Oliver Tarney
  - The Power of the Dog – Richard Flynn, Leah Katz, Robert Mackenzie, Tara Webb en Dave Whitehead

## Films met meerdere nominaties
De volgende films ontvingen meerdere nominaties:
| Nominaties | Film                                                    | Awards |
| ---------- | ------------------------------------------------------- | ------ |
| 13         | Belfast                                                 | 2      |
| 12         | The Power of the Dog                                    | 4      |
| 10         | Dune                                                    | 4      |
| 7          | King Richard                                            |        |
| 7          | Tick, Tick... Boom!                                     | 3      |
| 5          | Licorice Pizza                                          | 1      |
| 5          | Spencer                                                 | 1      |
| 4          | CODA                                                    | 1      |
| 4          | The Tragedy of Macbeth                                  | 1      |
| 3          | C'mon C'mon                                             |        |
| 3          | Cyrano                                                  | 1      |
| 3          | Flugt                                                   |        |
| 3          | The French Dispatch                                     |        |
| 3          | In the Heights                                          |        |
| 3          | The Lost Daughter                                       |        |
| 3          | Madres paralelas (Parallel Mothers)                     |        |
| 3          | Respect                                                 |        |
| 2          | Being the Ricardos                                      |        |
| 2          | East of the Mountains                                   |        |
| 2          | Encanto                                                 | 2      |
| 2          | The Harder They Fall                                    |        |
| 2          | A Hero                                                  |        |
| 2          | House of Gucci                                          |        |
| 2          | The Last Duel                                           |        |
| 2          | Passing                                                 |        |
| 2          | Verdens verste menneske (The Worst Person in the World) |        |

## Televisie – nominaties en winnaars
De winnaars staan bovenaan in vet lettertype.

### Beste dramaserie
- Squid Game (Netflix)
  - American Rust (Showtime)
  - Bosch (Prime Video)
  - The Boys (Prime Video)
  - In Treatment (HBO)
  - Line of Duty (BBC One)
  - Lupin (Netflix)
  - Succession (HBO)

### Beste komische of muzikale serie
- Ted Lasso (Apple TV+)
  - A Black Lady Sketch Show (HBO)
  - The Chair (Netflix)
  - Hacks (HBO)
  - Help (Channel 4)
  - The Kominsky Method (Netflix)
  - Only Murders in the Building (Hulu)
  - What We Do in the Shadows (FX)

### Beste genre-serie
- WandaVision (Disney+)
  - Evil (CBS)
  - Sweet Tooth (Netflix)
  - Them (Prime Video)

### Beste miniserie
- Mare of Easttown (HBO)
  - It's a Sin (HBO Max)
  - Maid (Netflix)
  - The North Water (AMC+)
  - Time (BBC One)
  - The Underground Railroad (Prime Video)

### Beste acteur in een genre of dramaserie
- Omar Sy – Lupin als Assane Diop (Netflix)
  - Brian Cox – Succession als Logan Roy (HBO)
  - Aldis Hodge – City on a Hill als Assistant District Attorney DeCourcy Ward (Showtime)
  - James Nesbitt – Bloodlands als Detective Chief Inspector Tom Brannick (Acorn TV)
  - Jeremy Strong – Succession als Kendall Roy (HBO)
  - Titus Welliver – Bosch als Harry Bosch (Prime Video)

### Beste actrice in een genre of dramaserie
- Sarah Snook – Succession als Siobhan "Shiv" Roy (HBO)
  - Beanie Feldstein – Impeachment: American Crime Story als Monica Lewinsky (FX)
  - Nicole Kidman – Nine Perfect Strangers als Masha Dmitrichenko (Hulu)
  - Kelly Macdonald – Line of Duty als Joanne Davidson (BBC One)
  - Elisabeth Moss – The Handmaid's Tale als June Osborne / Offred / Ofjoseph (Hulu)

### Beste acteur in een komische of muzikale serie
- Jason Sudeikis – Ted Lasso als Ted Lasso (Apple TV+)
  - Paul Bettany – WandaVision als Vision (Disney+)
  - Michael Douglas – The Kominsky Method als Sandy Kominsky (Netflix)
  - Jay Duplass – The Chair als Bill Dobson (Netflix)
  - Steve Martin – Only Murders in the Building als Charles-Haden Savage (Hulu)
  - Alan Tudyk – Resident Alien als Dr. Harry Vanderspeigle (Syfy)

### Beste actrice in een komische of muzikale serie
- Jean Smart – Hacks als Deborah Vance (HBO)
  - Selena Gomez – Only Murders in the Building als Mabel Mora (Hulu)
  - Jennifer Jason Leigh – Atypical als Elsa Gardner (Netflix)
  - Sandra Oh – The Chair als Ji-Yoon Kim (Netflix)
  - Hannah Waddingham – Ted Lasso als Rebecca Welton (Apple TV+)
  - Lena Waithe – Master of None als Denise (Netflix)

### Beste acteur in een televisiefilm of miniserie
- Ewan McGregor – Halston als Halston (Netflix)
  - Colin Farrell – The North Water als Henry Drax (AMC+)
  - Stephen Graham – Help als Tony (Channel 4)
  - Michael Keaton – Dopesick als Dr. Samuel Finnix (Hulu)
  - Clive Owen – Impeachment: American Crime Story als Bill Clinton (FX)
  - Andrew Scott – Oslo als Terje Rød-Larsen (HBO)

### Beste actrice in een televisiefilm of miniserie
- Kate Winslet – Mare of Easttown als Marianne "Mare" Sheehan (HBO)
  - Danielle Brooks – Robin Roberts Presents: Mahalia als Mahalia Jackson (Lifetime)
  - Jodie Comer – Help als Sarah (Channel 4)
  - Cynthia Erivo – Genius: Aretha als Aretha Franklin (National Geographic)
  - Julianne Moore – Lisey's Story als Lisey Landon (Apple TV+)
  - Ruth Wilson – Oslo als Mona Juul (HBO)

### Beste acteur in een bijrol in een serie, miniserie of televisiefilm
- Evan Peters – Mare of Easttown als Detective Colin Zabel (HBO)
  - Bobby Cannavale – Nine Perfect Strangers als Tony Hogburn (Hulu)
  - John Carroll Lynch – Big Sky als Rick Legarski (ABC)
  - Paul Reiser – The Kominsky Method als Martin (Netflix)
  - Michael Shannon – Nine Perfect Strangers als Napoleon Marconi (Hulu)

### Beste actrice in een bijrol in een serie, miniserie of televisiefilm
- Lisa Edelstein – The Kominsky Method als Phoebe (Netflix)
  - Jenifer Lewis – Black-ish als Ruby Johnson (ABC)
  - Julianne Nicholson – Mare of Easttown als Lori Ross (HBO)
  - Sarah Paulson – Impeachment: American Crime Story als Linda Tripp (FX)
  - Anja Savcic – Big Sky als Scarlet Leyendecker (ABC)
  - Jean Smart – Mare of Easttown als Helen Fahey (HBO)

### Beste televisiefilm
- Oslo (HBO)
  - Help (Channel 4)
  - Robin Roberts Presents: Mahalia (Lifetime)

## Series met meerdere nominaties
De volgende series ontvingen meerdere nominaties:
| Nominaties | Televisieprogramma                | Awards |
| ---------- | --------------------------------- | ------ |
| 5          | Mare of Easttown                  | 3      |
| 4          | Help                              |        |
| 4          | The Kominsky Method               | 1      |
| 4          | Succession                        | 1      |
| 3          | The Chair                         |        |
| 3          | Impeachment: American Crime Story |        |
| 3          | Nine Perfect Strangers            |        |
| 3          | Only Murders in the Building      |        |
| 3          | Oslo                              | 1      |
| 3          | Ted Lasso                         | 2      |
| 2          | Big Sky                           |        |
| 2          | Bosch                             |        |
| 2          | Hacks                             | 1      |
| 2          | Line of Duty                      |        |
| 2          | Lupin                             | 1      |
| 2          | The North Water                   |        |
| 2          | Robin Roberts Presents: Mahalia   |        |
| 2          | WandaVision                       | 1      |

## Special achievement awards
- Auteur Award (for singular vision and unique artistic control over the elements of production) – Lin-Manuel Miranda
- Humanitarian Award (for making a difference in the lives of those in the artistic community and beyond) – Val Kilmer
- Mary Pickford Award (for outstanding contribution to the entertainment industry) – Tom Skerritt
- Nikola Tesla Award (for visionary achievement in filmmaking technology) – Joan Collins
- Satellite Award for Outstanding New Talent|Best First Feature – Halle Berry (Bruised)
- Stunt Performance Award – The Suicide Squad
- Ensemble: Motion Picture – The Power of the Dog
- Ensemble: Television – Succession